# إميل بيكرينغ
إميل بيكرينغ (بالإنجليزية: Emil Pickering)‏ هو سياسي بريطاني (وحمل سابقاً جنسية المملكة المتحدة لبريطانيا العظمى وأيرلندا)، ولد في 3 يونيو 1882، وتوفي في 14 مارس 1942. حزبياً، نشط في حزب المحافظين. في الانتخابات العمومية البريطانية 1918 ‏، انتخب عضو برلمان المملكة المتحدة الـ31 عن دائرة دوسبري (14 ديسمبر 1918 – 26 أكتوبر 1922).